# Vijver van Siloam

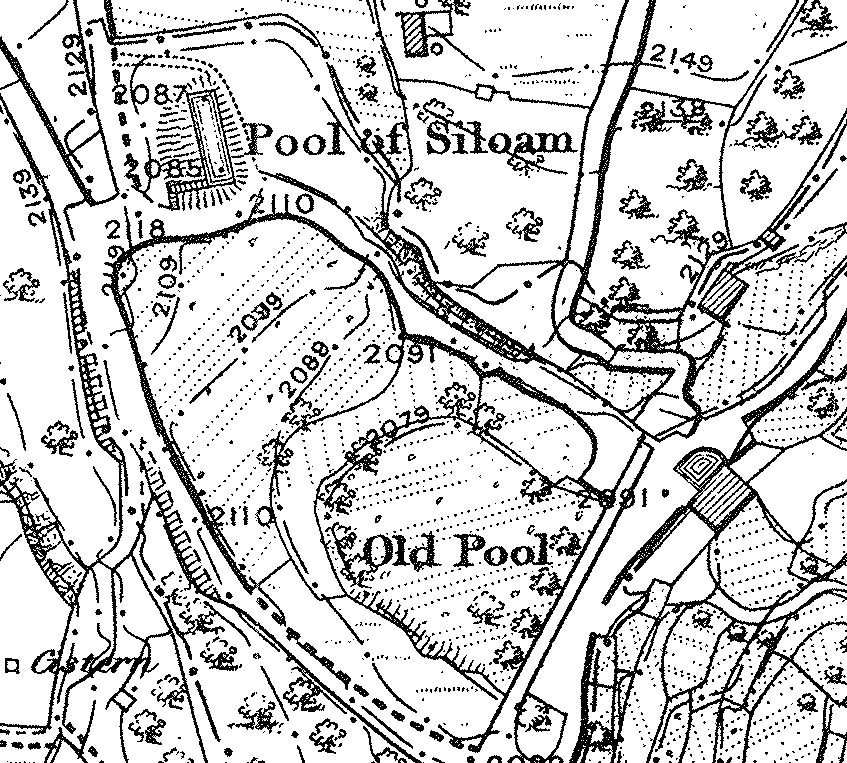
De Vijver van Siloam en de lager gelegen (Oude) Vijver (kaart van de Ordnance Survey of Jerusalem)

De Vijver van Siloam (Grieks: Σιλωάμ Siloam, van het Hebreeuwse שילוח, Siloa(c)h, "(water)leiding") of Vijver van Siloa(c)h (השילוח בריכת, Breikhat Hashiloah) was een vijver in het Jeruzalem uit de oudheid.
De vijver plus bijbehorende Hizkia-tunnel naar de zich ten oosten van de berg Ofel bevindende bron Gihon (zuidoostelijk van Jeruzalem gelegen) werden omstreeks 700 v.Chr. aangelegd. De Judese koning Hizkia was de opdrachtgever. Reden tot aanleg was er voor te zorgen dat de stad over voldoende water kon beschikken, mede met het oog op een mogelijke (en later ook daadwerkelijk uitgevoerde) belegering door de Assyrische koning Sanherib. In het Hebreeuwse Bijbelboek Jesaja 8:6 wordt "het kabbelende water van Siloach" vermeld.
Ook in het Nieuwe Testament komt Siloam voor. Volgens een verhaal in Johannes 9:7 maakte Jezus modder door op de grond te spuwen en zijn speeksel met wat zand te mengen en streek hij de modder op de ogen van een blinde. Deze moest zich wassen in "het badhuis van Siloam" en toen hij terugkwam kon hij weer zien. Er staat bij: "Siloam is in onze taal 'gezondene'." Waarschijnlijk stond de Toren van Siloam, die in Lucas 13:4 wordt genoemd, in de buurt van de vijver.
Tot 2004 was er alleen een uit ongeveer 400 n.Chr. (de Byzantijnse tijd) stammende Vijver van Siloam bekend. In dat jaar echter ontdekten Israëlische archeologen vijftig meter verderop een oudere versie van de vijver, eveneens liggend in Silwan (silwan is Arabisch voor siloam), tussen 1882 en 1938 een Joods-Jemenitisch dorp en thans overwegend Arabische wijk in het zuidoosten van Oost-Jeruzalem en grenzend aan de Stad van David. Dit betreft niet de oorspronkelijke vijver uit de Hebreeuwse Bijbel maar is drie- à vijfhonderd jaar jonger (de tijd van de Tweede Tempel) en op last van koning Herodes I vergroot. De afmetingen bedragen zeker zeventig bij zeventig meter. In het jodendom van die dagen dichtte men een genezende werking aan deze vijver toe. Het vermoeden bestaat dat deze dienstdeed als mikwe (ritueel reinigingsbad).
In 2023 werd de vĳver volledig blootgelegd.

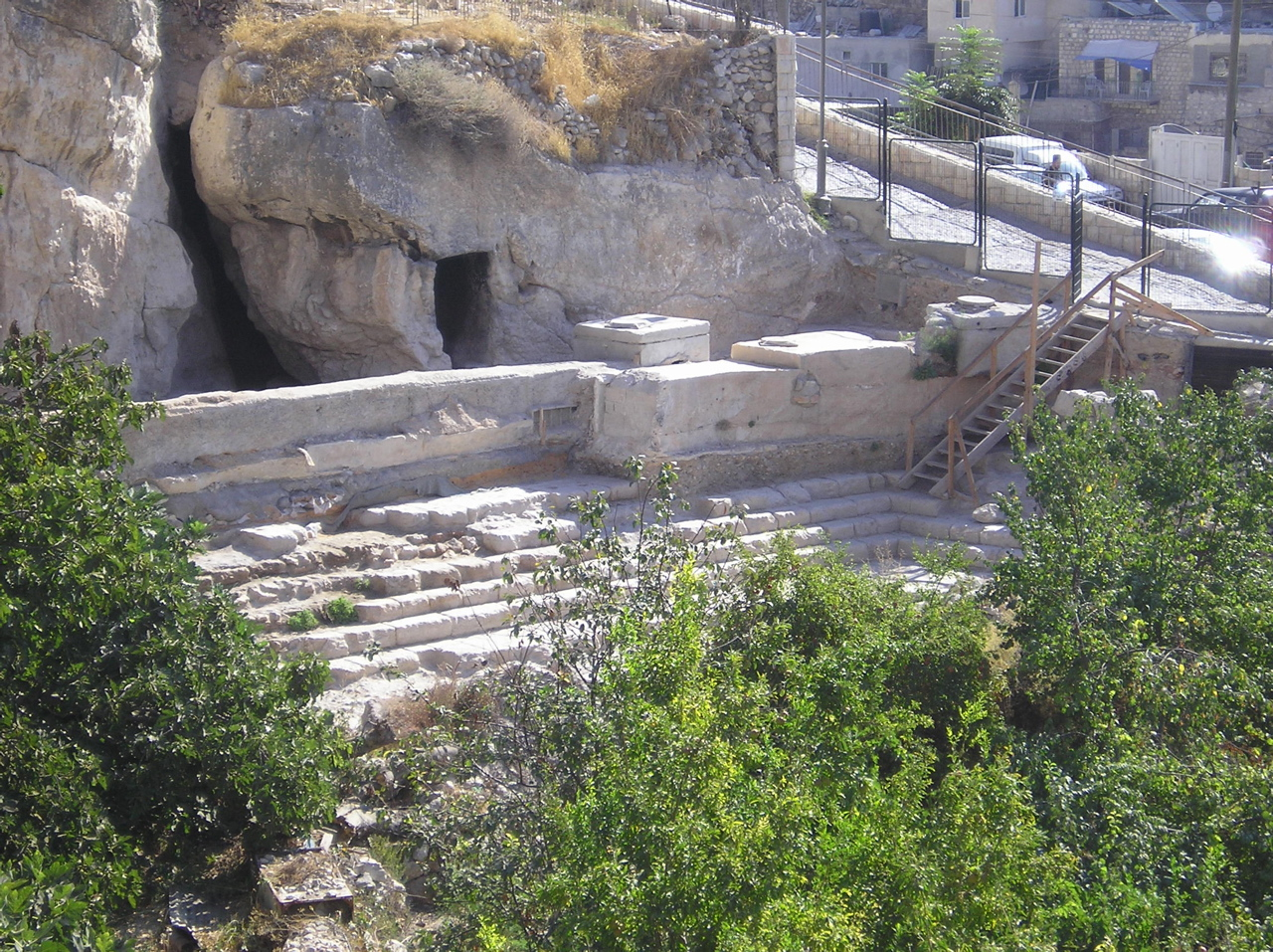
Overblijfselen van de Vijver van Siloam (periode van de Tweede Tempel)
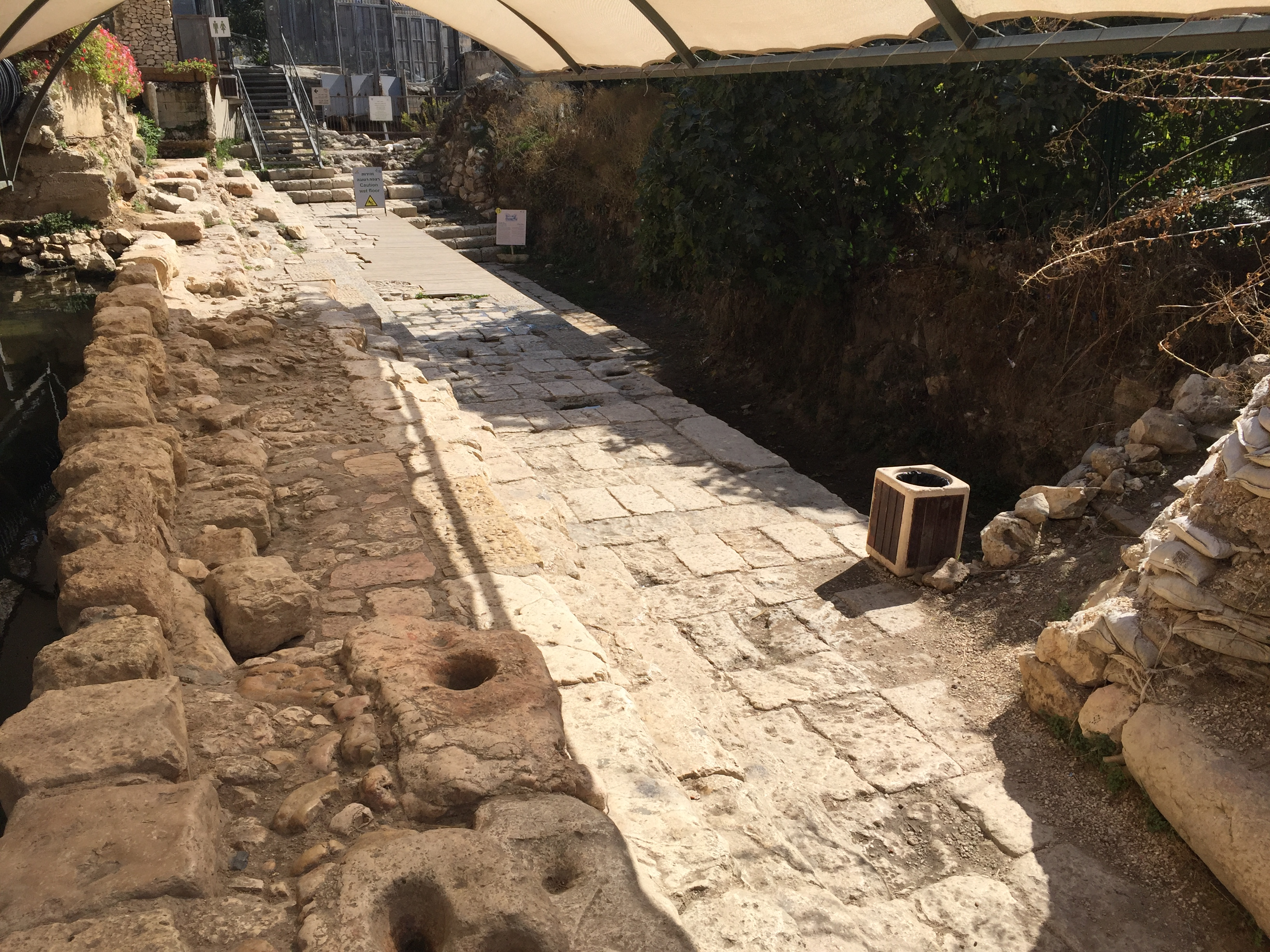
Overblijfselen van de Vijver van Siloam (periode van de Tweede Tempel)
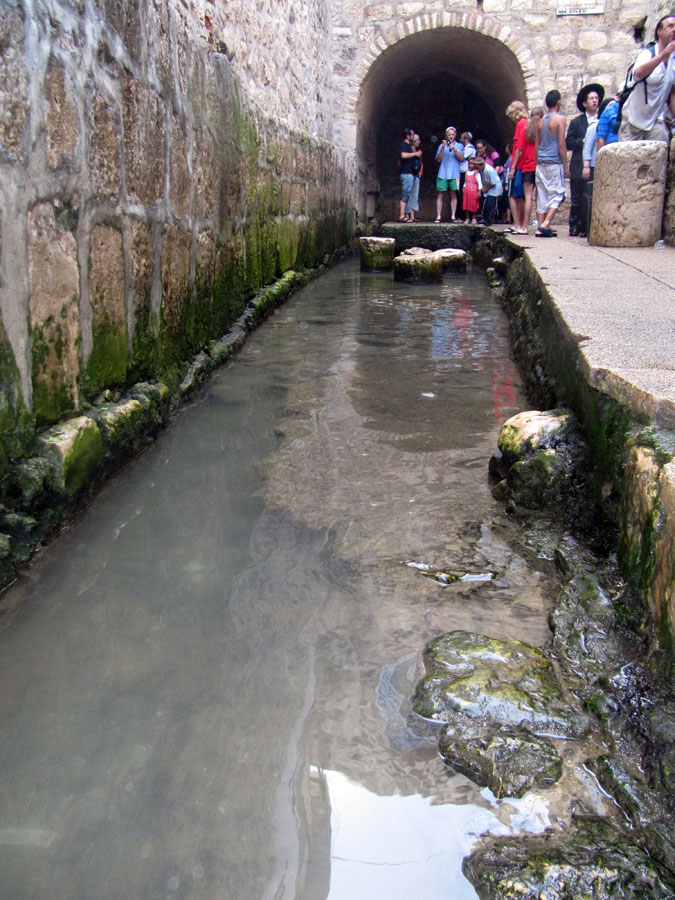
De Vijver van Siloam uit de Byzantijnse tijd